# Johan Heß
Johan Heß (* 24. Juli 1977 in Leipzig) ist ein deutscher Theaterregisseur.

## Leben
Heß absolvierte 1996 das Abitur am Main-Taunus-Gymnasium in Hofheim am Taunus und studierte später bis 2005 an der Universität Leipzig Germanistik mit den Nebenfächern Theaterwissenschaft und Informatik.
Während des Studiums war er ab 1999 in Leipzig in der freien Szene, begründete die Theatergruppe theaterbaustelle und war dort als Regisseur und Autor tätig. Mit seinem Stück Rosa, wie ein bißchen rot wurde er 2004 zum Stückemarkt des Berliner Theatertreffens eingeladen. 2010 erhielt er für sein Stück Die Straße den Förderpreis des Heidelberger Stückemarkts. Ab 2006 war er als Regieassistent unter anderem am Staatstheater Nürnberg und von 2007 bis 2010 am Deutschen Schauspielhaus in Hamburg tätig. Dort leitete er 2011–2013 auch die Reihe „Lautsprecher – Theater und Jazz“ und 2012 die Improvisationsreihe „TheaterSlam“. Seine Arbeiten mit dem Hamburger Theaterjugendclub wurden mehrfach nominiert. 
Seit 2010 arbeitet er freiberuflich als Regisseur sowie als Dozent, letzteres unter anderem an der Freien Schauspielschule Hamburg und der Schule für Schauspiel Hamburg. Seine Inszenierung von Über die Grenze ist es nur ein Schritt von Michael Müller gewann 2011 den KinderStückePreis der Mülheimer Theatertage.
Als Mitarbeiter für Regie und Dramaturgie arbeitete er 2015 mit Karin Henkel und Stephanie Carp am Schauspielhaus Zürich an der Inszenierung von "Die zehn Gebote" (John von Düffel nach dem Filmzyklus „Dekalog“ von Krzysztof Kieślowski und Krzysztof Piesiewicz).

## Inszenierungen
- 2006: Wir sind Weltmeister! (Ich wäre gern ein Fußballfan), Staatstheater Nürnberg; Eigenproduktion[2]
- 2008: Backstage, Mein Moratorium, Junges Schauspielhaus Hamburg / Backstage; Eigenproduktion[1]
- 2009: Aber dennoch hat sich Bolle ganz köstlich amüsiert, Junges Schauspielhaus Hamburg / Backstage; von Martin Wißner[1]
- 2009: Kommander Börte – Mission 1, Deutsches Schauspielhaus, Hamburg; Live-Hörspiel nach Felix Behrendt in Koproduktion mit der NDR Bigband[2]
- 2009: Gegenlicht, Kaltstart-Festival Hamburg, Haus 73;von Hannah Dübgen[1]
- 2010: Genannt Gospodin, Deutsches Schauspielhaus, Hamburg; von Philipp Löhle[2]
- 2010: Das Käthchen von Heilbronn; Schauspielhaus Hamburg / Ruhrfestspiele; von Heinrich von Kleist[2]
- 2010: Sorge dich nicht, lebe!, Junges Schauspielhaus Hamburg / Backstage; zusammen mit Anselm Lenz[1]
- 2010: Die Straße, Heidelberger Stückemarkt; Eigenproduktion[2]
- 2011: Kommander Börte – Mission 2, Deutsches Schauspielhaus, Hamburg; Live-Hörspiel nach Felix Behrendt in Koproduktion mit der NDR Bigband
- 2011: Der Löwe, der nicht schreiben konnte, Theater Rudolstadt; von Martin Baltscheit[1]
- 2011: Wir, Junges Schauspielhaus Hamburg / Backstage; Eigenproduktion[1]
- 2011: Drei Schwestern, Schule für Schauspiel Hamburg; von Anton Pawlowitsch Tschechow[1]
- 2011: Die Tochter des Ganovenkönigs, Neue Bühne Senftenberg; von Ad de Bont[1]
- 2012: Schwestern, Lichthof Theater Hamburg; von Theo Fransz[1]
- 2012: Top Dogs, Schule für Schauspiel Hamburg; von Urs Widmer[1]
- 2012: Empört euch doch endlich!, Lichthof Theater Hamburg; Eigenproduktion[1]
- 2012: Frühlings Erwachen, Freie Schauspielschule Hamburg; von Frank Wedekind[1]
- 2012: Was heißt hier Liebe?, Kreuzgangspiele Feuchtwangen; vom Theater Rote Grütze[1]
- 2012: Über die Grenze ist es nur ein Schritt, Junges Schauspielhaus Hamburg sowie mehrere Gastspiele; von Michael Müller[7]
- 2012: Dinge geregelt kriegen – heute lieber nicht!, Lichthof Theater Hamburg; Eigenproduktion[1]
- 2012: Der Zigeunerboxer, Theater Lüneburg; von Rike Reiniger[2]
- 2013: Box-Kneipe „Zur Ritze“, Freie Schauspielschule Hamburg; von Arthur Schnitzler[1]
- 2013: Gespenster, Theater an der Rott; von Henrik Ibsen[1]
- 2013: Verdeckter Aufschlag, Theater Rudolstadt; von Taki Papaconstantinou[1]
- 2013: Hamlet, Freie Schauspielschule Hamburg; von William Shakespeare[1]
- 2014: Schwarz wie Tinte, Theater Lüneburg; von Ruth de Gooijer[2]
- 2014: Wie im Himmel, Theater an der Rott; von Kay Pollak[1]
- 2014: Alte Liebe, Württembergische Landesbühne Esslingen; von Elke Heidenreich und Bernd Schroeder[1]
- 2014: Nils Holgersson, Württembergische Landesbühne Esslingen; nach dem Roman von Selma Lagerlöf[1]
- 2015: Ring of Love oder der Preis des Ruhms, Württembergische Landesbühne Esslingen[8]
- 2015: Fünf Wochen im Ballon, Württembergische Landesbühne Esslingen; nach dem Roman von Jules Verne[9]
- 2015: Hase Hase, Schule für Schauspiel Hamburg; von Coline Serreau[3]
- 2016: Dantons Tod, Theater Lüneburg; von Georg Büchner[2]
- 2016: Der Hals der Giraffe, Württembergische Landesbühne Esslingen; nach dem Roman von Judith Schalansky[10]

## Ehrungen
- 2004: Einladung zum Stückemarkt des Berliner Theatertreffens mit Rosa, wie ein bißchen rot
- 2010: Förderpreis für junge Dramatik für Die Straße, Heidelberger Stückemarkt
- 2011: Mülheimer KinderStückePreis für die Inszenierung von Über die Grenze ist es nur ein Schritt, Stücke. Mülheimer Theatertage NRW